# Julius Peschel
Julius Peschel (Gotinga, 31 de octubre de 1990) es un deportista alemán que compitió en remo. Ganó dos medallas en el Campeonato Mundial de Remo, en los años 2013 y 2017.

## Palmarés internacional
| Campeonato Mundial | Campeonato Mundial        | Campeonato Mundial | Campeonato Mundial        |
| Año                | Lugar                     | Medalla            | Prueba                    |
| ------------------ | ------------------------- | ------------------ | ------------------------- |
| 2013               | Chungju (Corea del Sur)   | Medalla de plata   | Cuatro scull ligero       |
| 2017               | Sarasota (Estados Unidos) | Medalla de bronce  | Cuatro sin timonel ligero |